# Diccionari analògic
Un diccionari analògic és una obra que agrupa les paraules relacionades semànticament i encapçala cada grup pel mot que considera més representatiu. Aquest tipus d'obra ens permet recuperar paraules a partir del concepte del qual es parteix, el cap de grup, que estan ordenats alfabèticament. Dins de cada grup els mots poden estar ordenats de diverses maneres.
Els diccionaris analògics mantenen un criteri semàntic d'agrupació i tenen l'ordre alfabètic dels caps de grup. No tothom utilitza aquest nom, hi ha qui el coneix com a diccionari ideològic. Un dels diccionaris analògics més representatius és el de J. Casares (1942) Diccionario ideológico de la lengua española. Aquest diccionari segueix sempre el mateix ordre d'aparició de categories gramaticals primer els sustantius, després verbs, adjectius, adverbis, preposicions i interjeccions.
La informació del diccionaris analògics s'organitza en una hiperestructura anomenada sumaris o taules. A partir d'aquestes s'amplien les diferents paraules que tenen relació amb aquella que es busca fins a trobar la que es vol exactament.
Ens ofereixen una informació completa a propòsit del camp lèxic de l'entrada i hi inclou aspectes semàntics i sintàctics en diferents graus.

## Característiques metodològiques
La principal característica metodològica que presenten aquests tipus de diccionaris és l'elecció dels mots cap de grup, també anomenats descriptors, ja que aquests han de ser molt ben triats per tal que l'obra pugui ser acceptada de forma correcta. Per això cal triar el mot més representatiu, aquell en el qual més gent pensaria en el moment de fer una consulta.
Els diccionaris analògics mostren un ventall molt ampli de 
les relacions semàntiques i poden incloure també relacions sintagmàtiques.

## Exemples
- Longman Lexicon of Contemporany English
- Diccionario ideológico de la lengua española